# Łopuszanka (Łopusznica)
Łopuszanka (ukr. Лопушанка) – dawna wieś, obecnie niezamieszana zachodnia część wsi Łopusznica w rejonie samborskim (wcześniej w rejonie starosamborskim) obwodu lwowskiego Ukrainy. Miejsce to znajduje się przy samej granicy z Polską na wysokości Liskowatego.
Dawniej gmina jednostkowa, od 1919 w II Rzeczypospolitej w powiecie dobromilskim  w woj. lwowskim, gdzie w 1934 weszła w skład nowo utworzonej zbiorowej gminy Starzawa, gdzie utworzyła gromadę. W 1921 roku liczba mieszkańców wynosiła 229. Podczas okupacji hitlerowskiej włączona do gminy Krościenko; liczba mieszkańców w 1943 roku wynosiła 233 (GG). Po wojnie w Związku Radzieckiego, w rejonie chyrowskim. Doszczętnie wyludniona na skutek wytyczenia nowej granicy w 1951 roku. Po wsi nie zachowało się nic oprócz krzyża przydrożnego i fundamentów zagród w zaroślach.
Znajduje się tu najdalej na wschód wysunięty punkt obwodu lwowskiego.